# Chiton phaseolinus
Chiton phaseolinus är en blötdjursart som beskrevs av di Monterosato 1879. Chiton phaseolinus ingår i släktet Chiton och familjen Chitonidae. Inga underarter finns listade i Catalogue of Life.